# بانسكا شتيفنيتسا
بانسكا شتيفنيتسا مدينة في وسط سلوفاكيا وتتبع أقليم بانسكا بيستريتسا.
ضمت المدينة إلى قائمة اليونيسكو لمواقع التراث العالمي في 11 كانون الأول 1993

## توأمة
لبانسكا شتيفنيتسا اتفاقيات توأمة مع كل من:
- Hünenberg [الإنجليزية]‏
- سيكشفهيرفار

## أعلام
- جوزيف فرانز فون ياكفين
- يوسف روسيغر
- دانا بودراكا

## وصلات خارجية
- الموقع الرسمي لمدينة بارتيزانسكى